# Tràng An (xã)
Tràng An là một xã thuộc huyện Bình Lục, tỉnh Hà Nam, Việt Nam.
Xã Tràng An có diện tích 8,77 km², dân số năm 1999 là 10270 người, mật độ dân số đạt 1171 người/km². Trước đây địa phận xã Tràng An ngày nay gồm 2 xã Tràng Duệ và Liên An, sau 2 xã này sáp nhập thành xã Tràng An. Mặc dù vậy xã vẫn chia làm 2 HTX Tràng Duệ và Liên An. Về giao thông, xã có 3 tuyến tỉnh lộ (giao nhau tại Dốc Mỹ và Chợ Sông) thuận tiện đi xuôi về TP.Phủ Lý hay lên TT. Vĩnh Trụ (H. Lý Nhân), và xuôi về TT. Bình Mỹ (huyện lị Bình Lục). Xã có Chợ Sông là nơi buôn bán lớn. Xã còn giáp với sông Châu Giang (thực tế là đoạn sông Châu Giang trùng với sông Thiên Mạc). Trước đây xã còn có con sông chảy từ sông Châu Giang về sông Sắt, nhưng đã bị lấp nên gọi là sông Lấp (sông này hình thành sau 1 vụ vỡ đê sông Châu Giang, nước chảy men theo Tỉnh Lộ 976 qua 2 xã Tràng An và Đồng Du ra sông Sắt, ngày nay còn lại dấu tích là những ao đầm liên tiếp ở 2 xã này, còn lại đã xây nhà, cải tạo thành ruộng). Xã Tràng An có làng Ô Mễ mỗi năm tổ chức hội làng quy mô khá lớn nên gây sự chú ý với du khách. Về địa giới hành chính, từ Tây sang Đông, từ Bắc xuống Nam xã giáp: Xã Đinh Xá, Xã Trịnh Xá (Tp.Phủ Lý); Xã Tiên Sơn (Tx. Duy Tiên); Xã Bình Nghĩa, Xã Đồng Du (Bình Lục).